# Пискарёв, Виктор Алексеевич
Виктор Алексеевич Пискарёв (26 января 1929, д. Красная Горка, Калужская губерния — 22 мая 2018) — советский и белорусский государственный деятель, генерал-лейтенант внутренней службы (1984).
Депутат Верховного Совета Белорусской ССР 11—12 созывов.

## Биография
В органах милиции с марта 1951 года. Начинал службу в Туровском районе.
Выпускник факультета заочного обучения Академии министерства внутренних дел Белоруссии.
С июля 1967 по 1978 год — начальник Управления внутренних дел Минского горисполкома. С 1978 года заместитель министра внутренних дел БССР.
В 1980 году защитил кандидатскую диссертацию по юридическим наукам в Академии МВД СССР. В 1983 году назначен начальником Главного управления Госавтоинспекции МВД СССР. С января 1984 по 1990 год — министр внутренних дел Белорусской ССР. С января 1991 года в отставке.
С ноября 2001 года — председатель Совета Белорусской общественной организации ветеранов органов внутренних дел и внутренних войск.
Заслуженный юрист Республики Беларусь. Награждён двумя орденами Трудового Красного Знамени и другими наградами, почётной грамотой президиума Верховного Совета БССР.